# فهرست قنات‌های شهرستان رباط کریم
جدول زیر براساس آمار وزارت جهاد کشاورزی تهیه شده‌است. فهرست زیر قنات‌های شهرستان رباط کریم در استان تهران را نشان می‌دهد.
| نام قنات         | موقعیت                      | نزدیک‌ترین روستا | طول قنات (متر) | تعداد میله چاه | عمق مادر چاه | دبی (لیتر بر ثانیه) | سطح زیر کشت (هکتار) |
| ---------------- | --------------------------- | --------------- | -------------- | -------------- | ------------ | ------------------- | ------------------- |
| احمدآباد         | بخش مرکزی شهرستان رباط کریم | احمدآباد        | ۱۸۰۰           | ۶۰             | ۲۸           | ۳۰                  | ۶۰                  |
| اراد             | بخش مرکزی شهرستان رباط کریم | اراد            | ۰              | ۰              | ۰            | ۰                   | ۰                   |
| اشتهازان         | بخش مرکزی شهرستان رباط کریم | اشتهازان        | ۰              | ۰              | ۰            | ۰                   | ۰                   |
| انیس‌آباد         | بخش مرکزی شهرستان رباط کریم | انیس‌آباد        | ۰              | ۰              | ۰            | ۰                   | ۱۰۰                 |
| بوالقیطاس        | بخش مرکزی شهرستان رباط کریم | بوالقیطاس       | ۲۹۰۰           | ۰              | ۰            | ۰                   | ۸۰                  |
| حکیم‌آباد         | بخش مرکزی شهرستان رباط کریم | حکیم‌آباد        | ۲۲۰۰           | ۹۸             | ۱۸           | ۰                   | ۱۲۰                 |
| خانلق            | بخش مرکزی شهرستان رباط کریم | خانلق           | ۳۱۰۰           | ۱۰۸            | ۲۲           | ۰                   | ۱۲۰                 |
| خمارآباد فشافویه | بخش مرکزی شهرستان رباط کریم | خمارآباد        | ۳۵۰۰           | ۱۲۲            | ۲۵           | ۰                   | ۹۰                  |
| زلف‌آباد          | بخش مرکزی شهرستان رباط کریم | زلف‌آباد         | ۲۰۰۰           | ۸۵             | ۱۹           | ۰                   | ۱۴۰                 |
| زیوان            | بخش مرکزی شهرستان رباط کریم | زیوان           | ۶۰۰۰           | ۲۰۰            | ۲۰           | ۰                   | ۱۸۰                 |
| سلمان‌آباد        | بخش مرکزی شهرستان رباط کریم | سلمان‌آباد       | ۳۲۵۰           | ۱۳۰            | ۲۰           | ۰                   | ۸۵                  |
| شریف‌آباد         | بخش مرکزی شهرستان رباط کریم | شریف‌آباد        | ۴۰۰۰           | ۲۶۰            | ۳۵           | ۰                   | ۸۰                  |
| شمس‌آباد          | بخش مرکزی شهرستان رباط کریم | شمس‌آباد         | ۲۵۰۰           | ۰              | ۰            | ۰                   | ۱۰۰                 |
| علی‌آباد موقوفه   | بخش مرکزی شهرستان رباط کریم | علی‌آباد         | ۲۵۰۰           | ۹۸             | ۲۰           | ۰                   | ۱۰۰                 |
| قلعه محمدعلیخان  | بخش مرکزی شهرستان رباط کریم | قلعه            | ۴۰۰۰           | ۱۳۰            | ۱۲           | ۰                   | ۸۰                  |
| وهن‌آباد          | بخش مرکزی شهرستان رباط کریم | وهن‌آباد         | ۳۰۰۰           | ۱۵۰            | ۱۸           | ۲۵                  | ۱۰۰                 |